# Siergiej Popow (lekkoatleta)
Siergiej Konstantinowicz Popow (ros. Сергей Константинович Попов, ur. 21 września 1930 w Choronchoju, zm. 25 czerwca 1995 w Petersburgu) – radziecki lekkoatleta maratończyk, złoty medalista mistrzostw Europy w 1958 ze Sztokholmu.
Urodził się w miejscowości Choronchoj, w Buriacji, rejonie kiachtyńskim.
Zwyciężył w biegu maratońskim na mistrzostwach Europy w 1958 w Sztokholmie przed swym kolegą z reprezentacji ZSRR Iwanem Filinem. Ustanowił wówczas najlepszy wynik na świecie czasem 2:15:17,6 (rekordy świata w maratonie odnotowuje się od 2004). W 1959 Popow zwyciężył w Maratonie w Koszycach.
Zajął 5. miejsce w maratonie na igrzyskach olimpijskich w 1960 w Rzymie oraz 6. miejsce na mistrzostwach Europy w 1962 w Belgradzie.
Trzykrotnie zdobywał mistrzostwo ZSRR w maratonie w latach 1957-1959.